# Municipio Urdaneta (Aragua)
El municipio Urdaneta es uno de los 18 municipios que forman parte del estado Aragua, Venezuela. Es el municipio de mayor extensión del Aragua, con una superficie de 2024 km² y una población de 23.880 habitantes (censo 2011); la parte del sur del municipio es reclamado por el estado Guárico. Su capital es Barbacoas.
La Contraloría del municipio fue creada por Ley regional en el año 2005 - 2006 Durante la administración del primer controlador municipal Lic. Carlos Fierro quien tomo posesión durante el año 2006, mediante concurso de oposición implementado para tales efectos para la designación y selección de los contralores municipales y estatales. Las funciones y atribuciones del contralor municipal están previstas en la Ley Orgánica del Poder Público Municipal y la Ley Orgánica de Contraloría General de la República Bolivariana de Venezuela.

## Historia
El 16 de mayo de 1881 recibió el nombre de Distrito Urdaneta pero posteriormente en el año 1978 de distrito pasó a Municipio Urdaneta; Y actualmente está dividido en 4 parroquias, las cuales son Urdaneta como urbana, y las no urbanas Las Peñitas, San Francisco de Cara y Taguay.
En cuanto a su historia, el municipio Urdaneta ha sido escenario de importantes acontecimientos durante la época colonial y la lucha por la independencia. Perteneció al estado Guárico hasta 1934 cuando entró en los límites del estado Aragua. Al distrito se le dio el nombre del General Rafael Guillermo Urdaneta Vargas, quien murió en Barbacoas durante la Guerra Federal.

## Parroquias
1. Urdaneta
2. Las Peñitas
3. San Francisco de Cara
4. Taguay

## Política y gobierno

### Alcaldes
| Período     | Alcalde         | Partido político / Alianza | % de votos | Notas |
| ----------- | --------------- | -------------------------- | ---------- | --- |
| 1989 - 1992 | Pedro Navas     | COPEI                      | 50,61      | Primer alcalde bajo elecciones directas |
| 1992 - 1995 | Omaira Campos   | AD                         | 37,68      | Segundo alcalde bajo elecciones directas |
| 1995 - 2000 | Sotero González | COPEI                      | -          | Tercer alcalde bajo elecciones directas (se realizaron elecciones generales adelantadas en el 2000 debido a la aprobación de la Constitución de 1999) |
| 2000 - 2004 | Sotero González | COPEI                      | 43,69      | Reelecto |
| 2004 - 2008 | Sotero González | COPEI                      | 32,46      | Reelecto |
| 2008 - 2013 | Antonio Lugo    | PSUV                       | 58,58      | Cuarto alcalde bajo elecciones directas (se postergan 1 año las elecciones municipales pautadas para finales del 2012)                                |
| 2013 - 2017 | Antonio Lugo    | PSUV                       | 59,46      | Reelecto |
| 2013 - 2017 | Antonio Lugo    | PSUV                       | 56,16      | Reelecto |
| 2021 - 2025 | Sotero González | COPEI                      | 49,41      | Quinto alcalde bajo elecciones directas. Desde 2023 se unió al partido PPT..                                                                          |
| 2025 - 2029 | Julio Melo      | PSUV                       |            | |

### Concejo municipal
Ejerce el gobierno, la administración y aprobación de las ordenanzas municipales. El presidente gobierna, administra los recursos de la entidad local. Se encarga en legislar y controlar en materia municipal.  

Período 2021 - 2025
| Concejales:       | Partido político / Alianza |
| ----------------- | -------------------------- |
| Edgar Rosales     | PSUV                       |
| Lolimey González  | PSUV                       |
| Wilmer Zurita     | PSUV                       |
| Miriam Padrino    | PSUV                       |
| Argenis Gutiérrez | COPEI                      |
| Jesus Rivero      | COPEI                      |
| Casimiro Cordero  | COPEI                      |